# Ätrans dämningsområde
Ätrans dämningsområde är en sjö och kraftverksdamm i Ätran vid Skåpanäs kraftverk i Svenljunga kommun i Västergötland och ingår i Ätrans huvudavrinningsområde. Sjön har en area på 0,894 kvadratkilometer och ligger 123,4 meter över havet. Sjön avvattnas av vattendraget Ätran.

## Delavrinningsområde
Ätrans dämningsområde ingår i det delavrinningsområde (634645-132926) som SMHI kallar för Utloppet av Ätran (Dämn.Omr). Medelhöjden är 145 meter över havet och ytan är 21,85 kvadratkilometer. Räknas de 89 avrinningsområdena uppströms in blir den ackumulerade arean 2 346,98 kvadratkilometer. Avrinningsområdets utflöde Ätran mynnar i havet. Avrinningsområdet består mestadels av skog (71 %). Avrinningsområdet har 0,95 kvadratkilometer vattenytor vilket ger det en sjöprocent på 4,3 %.